# 체첸의 동성애자 반대 숙청

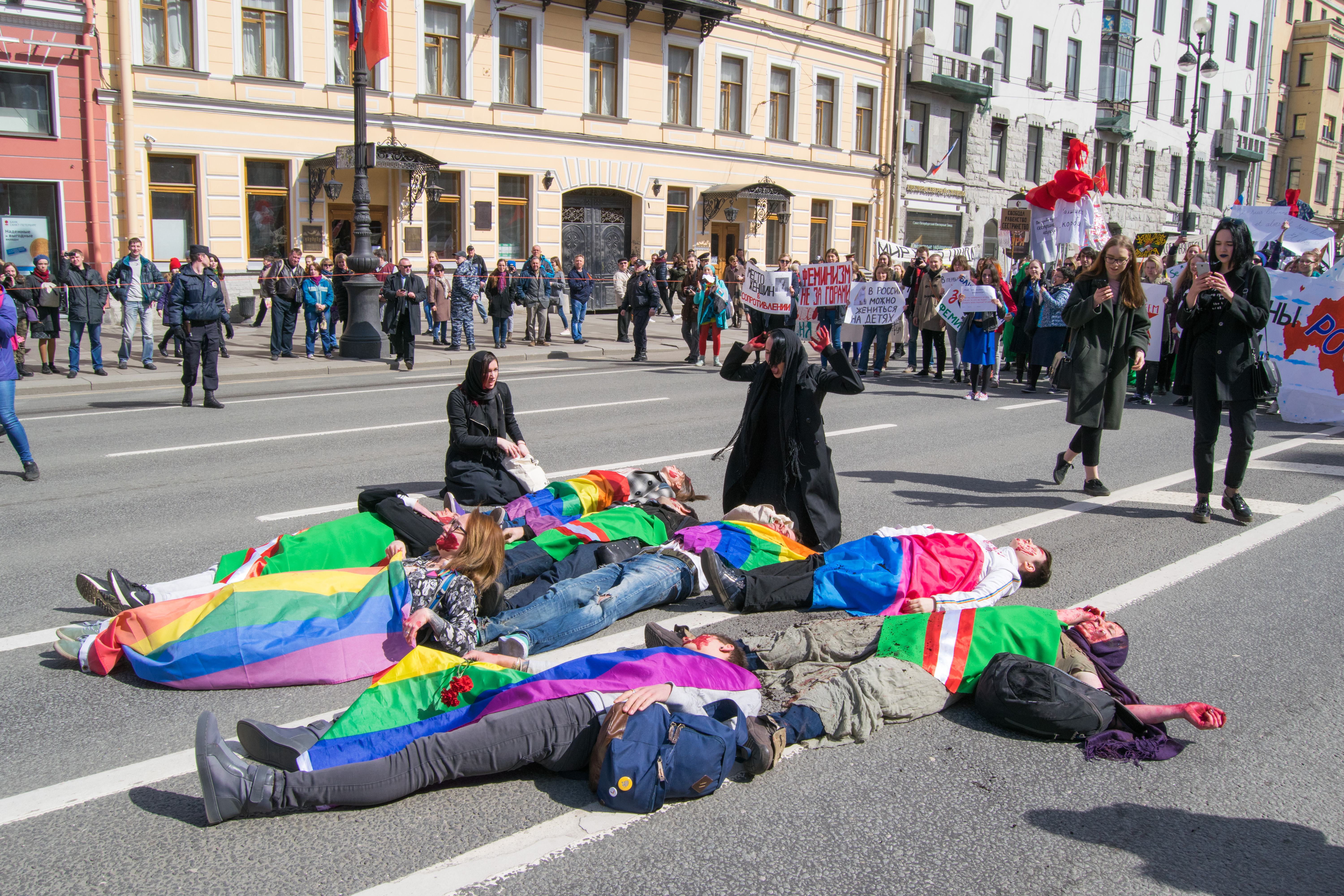
"체첸의 어머니가 자신의 아이들을 슬퍼한다"는 공개 데모 현장. 2017년 5월 1일 넵스키 대로에서의 숙청 이후

러시아 연방의 일부인 체첸에서 진행된 동성애 반대 숙청에는 강제 실종, 비밀 납치, 투옥, 고문, 당국이 인지한 성적 지향을 근거로 사람들(주로 동성애자 남성)을 표적으로 삼는 초법적 살해 등이 포함된다. 당국이 동성애자 또는 양성애자 혐의로 구금한 100명 중 최소 2명은 인권단체와 목격자들이 강제수용소라고 부르는 곳에서 구금된 후 사망한 것으로 알려졌다.
혐의는 2017년 4월 1일 러시아어 야당 신문인 노바야 가제타에 처음 보도되었으며, 이 신문은 2017년 2월부터 100명 이상의 남성이 구금되고 고문을 당했으며 최소 3명이 초법적 살인으로 사망했다고 보도했다. 이 신문은 체첸 특별 서비스의 출처를 인용하여 이번 구금의 물결을 "예방적 일소"라고 불렀다. 이 문제를 처음 보도한 기자는 잠적했다. 이 상황을 보도한 기자들에 대한 보복을 요구하는 목소리도 나왔다.
체계적인 반LGBT 숙청의 일환으로 묘사된 체첸 당국의 조치에 대한 소식이 퍼지자 러시아와 국제 활동가들은 수용소 생존자들과 기타 취약한 체첸인들을 대피시키기 위해 안간힘을 썼지만 그들을 안전하게 인도하기 위한 비자를 취득하는 데 어려움을 겪었다.
박해에 대한 보고는 전 세계적으로 다양한 반응을 불러일으켰다. 체첸공화국의 람잔 카디로프 대통령은 박해는 물론이고 체첸 내 동성애자 남성의 존재도 부인했다. 그런 사람들은 가족들에 의해 살해될 것이라고 덧붙였다. 모스크바 관리들은 회의적이었지만, 5월 말 러시아 정부는 조사팀을 체첸에 파견하기로 합의한 것으로 알려졌다. 서구의 수많은 국가 지도자들과 기타 유명 인사들은 체첸의 행동을 비난했으며 러시아와 다른 곳에서는 시위가 열렸다. 유럽안보협력기구(OSCE)가 2018년 12월 발표한 보고서에서는 LGBT에 대한 박해가 자행됐지만 당국이 무시했다는 주장을 확인했다. 반LGBTI 혐오 범죄에 관한 2021년 유럽 평의회 보고서에서 보고관 푸라 벤 치카(Foura ben Chikha)는 "2017년 체첸에서 LGBTI를 대상으로 국가가 후원한 공격"을 "유럽에서 LGBTI를 대상으로 한 가장 심각한 폭력 사례이며 수십 년 만에 이런 일이 일어났다."라고 설명했다.
2019년 1월 11일, 2018년 12월 국내에서 또 다른 '게이 숙청'이 시작되어 여러 게이 남성과 여성이 구금된 것으로 보고되었다. 러시아 LGBT 네트워크는 약 40명이 구금됐고 2명이 사망한 것으로 추정하고 있다.
일부 남성은 체첸을 탈출했고 어떤 경우에는 그들이 이주한 국가에서 지위를 얻었지만 체치난 요원들은 그들을 지역 밖으로 쫓아냈다. 어떤 경우에는 수감자들을 기소하기 위해 거짓 비난이 이루어졌다.

## 같이 보기
- 이슬람에서의 엘지비티
- 성소수자에 대한 폭력